# Dieter Schlüter
Dieter Schlüter (Francoforte sul Meno, 19 marzo 1931 – 16 giugno 2021) è stato un ingegnere e imprenditore tedesco.

## Biografia
Dieter Schlüter era un ingegnere tedesco che ha sviluppato il primo modello radiocomandato di elicottero, poi commercializzato come scatola di montaggio. Sul finire del 1969 fu il primo al mondo a riuscire nell'intento di far volare un elicottero radiocomandato. Nel giugno del 1970 volò il primo modello interamente autocostruito che stabilì il record mondiale di distanza e durata di volo; rispettivamente 11,5 km e 28 minuti. Il successo fece richiedere agli appassionati di modellismo aereo la costruzione e la vendita di modelli, Schlüter lavoratore autonomo della KFZ-Sachverständiger fece del proprio hobby la sua professione. Alla fine del 1971 vendette 300 scatole di montaggio di elicotteri con ordinativi per altri 500. Sulla via del successo commerciale si creò a Norimberga la ditta HEGI, la produzione e la commercializzazione su licenza alla Graupner per la Germania e alla Kalt per il Giappone. All'inizio del 1974 come professionista indipendente si crea la "Schlüter-Hubschrauber-Modellbau" a Mühlheim am Main fornitrice di rivenditori in tutto il mondo. Tra il 1975 e il 1981 costruì modelli radiocontrollati diversi da elicotteri, come navi, aerei. Nel 1986 vendette la sua azienda alla Robbe Modellsport con la condizione di essere per tre anni progettista nella stessa azienda. Fondò l'ufficio tecnico "Ingenieur-Büro für Konstruktion und Dokumentation" a Wiesbaden, sviluppando tra gli altri i modelli Junior 50, Scout 60, Magic ed altri diversi accessori per il catalogo Robbe. Per impieghi industriali creò modelli radiocomandati di elicotteri sotto il nome "Aero-Tec Helicopter-Technik GmbH", nel 1997 controllata da Uwe Welter. Schlüter ha continuato per tutta la vita l'attività di progettista in altri campi come barche sportive e yacht.